# Alfred Sirven
Pour les articles homonymes, voir Sirven.
Alfred Sirven, né le 6 janvier 1927 à Toulouse et mort le 12 février 2005  à Caen, est un homme d’affaires français. Il est connu pour avoir établi un gigantesque réseau de corruption et pour avoir détourné d’immenses sommes d’argent alors qu’il était numéro deux d’ELF Aquitaine.
Condamné à une peine de prison ferme durant l'instruction de l'affaire Elf, il s'enfuit de France et reste en cavale jusqu'en 2001 aux Philippines, puis est extradé et emprisonné en France. Libéré sous conditionnelle pour raisons de santé en 2004, il meurt peu après.

## Biographie

### Jeunesse
Alfred Sirven naît d'un père imprimeur, Gaston, et d'une mère d'origine kirghize, Jeanne-Marie-Louise Dumas. Il interrompt ses études pour s’engager fin 1944 dans les Forces françaises de l'intérieur. En juin 1951, alors qu’il vient d’épouser Janine Verrié, il devient soldat du bataillon français de l'ONU pendant la guerre de Corée. Il est décoré de la Croix de guerre des Théâtres d'opérations extérieurs. Le 24 avril 1952, alors qu’il est en permission, il attaque une banque à Tokyo. Il devient alors le premier auteur d'un hold-up de l'histoire du Japon. Un tribunal militaire le condamne à un an de prison. Il est rapatrié en 1954. Il finit alors ses études de droit (DES) et divorce de son épouse.

### Début de carrière
Le 10 septembre 1959, il épouse Evelyne Chazarein (décédée en 1995). Il entre ensuite chez Mobil Oil et s’initie à la franc-maçonnerie au Grand Orient de France. En 1964, il devient directeur des relations sociales. Après 15 ans chez Mobil Oil, il rejoint Avon puis Bendix et devient en 1978 directeur des relations humaines chez Moulinex. En 1982, il est recruté par le PDG de Rhône-Poulenc, Loïk Le Floch-Prigent. Il fut appuyé par Serge Tchuruk qu’il avait connu chez Mobil Oil. En 1986, il appuie à son tour Tchuruk pour le poste de président de CDF Chimie, et l’y rejoint par la suite.

### Chez Elf
En 1989, il rejoint Loïk Le Floch-Prigent juste nommé PDG de l’entreprise publique ELF Aquitaine et devient « directeur des affaires générales ». De la tour Elf, il commence par gérer les relations sociales du groupe et « subventionne » les syndicats. Puis, il s’installe dans les locaux de la fondation Elf. Voulant supplanter André Tarallo (« M. Afrique »), il commence alors à voyager en Afrique, notamment au Congo et en Angola où il conclut un accord avec Jonas Savimbi, et se met à aider financièrement des chefs d’État africains et leurs proches. Il se constitue alors un réseau de personnalités politiques de droite comme de gauche. Il devient ensuite président d’Elf Aquitaine International qui va alors financer tous ses amis politiques. Avec André Tarallo, il détourne des centaines de millions de francs au profit de la classe politique française, des régimes africains « amis » et de leurs propres comptes bancaires. Il établit 300 comptes en Suisse. En 1992, le groupe rachète une raffinerie en ex-RDA et reverse au passage une commission de 256 millions de francs à la CSU (Affaire Leuna). Lorsque la droite revient au pouvoir en 1993, Loïk Le Floch-Prigent est limogé d’Elf et Alfred Sirven quitte le groupe.

#### Affaire des frégates de Taïwan
Proposant l’aide de son réseau à Thomson-CSF, il recrute en 1991 la maîtresse de Roland Dumas, Christine Deviers-Joncour et lui offre, sur les fonds d’Elf, un appartement dans le 7e arrondissement de Paris. Celle-ci doit alors convaincre le ministre d’accepter le contrat de vente de 6 frégates à Taïwan. Elle n’y est pas parvenue, mais Sirven lui verse tout de même 45 millions de francs. Le contrat est finalement signé de par la décision de François Mitterrand. Sirven demande alors à Thomson 160 millions de francs.
L’affaire est révélée en 1997. L’instruction est menée par Eva Joly.
Dans l’« affaire Dumas », Sirven est condamné à quatre ans de prison ferme en 2001. La Cour d'appel de Paris ramène la peine à trois ans le 29 janvier 2003.
Dans l’affaire des frégates proprement dites, l’ordonnance de Renaud Van Ruymbeke rendue en 2008 constate l’« extinction de l’action publique » mais le juge précise qu'« il ressort de l’ensemble de ces éléments que M. Sirven est l’auteur d’une escroquerie au jugement, M. Sirven ayant, via la société Frontier AG qui agissait pour son compte et sur ses instructions, trompé des arbitres en procédant à une mise en scène et en ayant recours à des manœuvres frauduleuses destinées à faire condamner Thalès — ex Thomson — au paiement de commissions indues ».

#### Affaire Elf
L’affaire Elf démarre en 1994 lorsque la justice s’intéresse aux conditions dans lesquelles Elf a subventionné le groupe textile Bidermann. Elle concerne des abus de biens sociaux, des comptes offshore et la corruption de dirigeants africains. Dans cette affaire, Sirven aurait détourné 1,1 milliard de francs. L’instruction est menée par Eva Joly, secondée en avril 1997 par Laurence Vichnievsky avant que Renaud Van Ruymbeke reprenne seul l’affaire en 2000.
Le procès dure du 17 mars au 9 juillet 2003. Le 12 novembre 2003, il est condamné à cinq ans de prison ferme. Le Parquet a fait appel de la décision, mais Sirven meurt avant la fin du second procès.

### Cavale et mort
Parti de Genève dès 1997, il est localisé en 2000 aux Philippines où il sera finalement arrêté le 2 février 2001 (il avale la puce de son téléphone portable au cours de cette arrestation) pour être extradé vers la France,. Il peut alors assister à la fin du procès de Roland Dumas. Il bénéficie d’une libération conditionnelle en mai 2004 pour raisons de santé. Il épouse alors sa gouvernante philippine, âgée de quarante ans (en 2004). Il meurt le 12 février 2005 d’un malaise cardiaque.